# زفونكو ميلويفيتش
زفونكو ميلوجيفيتش (بالصربية: Звонко Милојевић)‏ هو لاعب كرة قدم صربي في مركز حراسة المرمى، ولد في 30 أغسطس 1971 في ياغودينا في صربيا. شارك مع منتخب صربيا والجبل الأسود لكرة القدم. أما مع النوادي، فقد لعب مع النجم الأحمر بلغراد ورويال أندرلخت ولوكيرين أوست فلانديرين.

## وصلات خارجية
- زفونكو ميلويفيتش على موقع الاتحاد الدولي (مؤرشف)  (الإنجليزية)
- زفونكو ميلويفيتش على موقع الاتحاد الأوربي (الإنجليزية)
- زفونكو ميلويفيتش على موقع قاعدة بيانات كرة القدم.إي يو (الإنجليزية)
- زفونكو ميلويفيتش على موقع ناشيونال فوتبول تيمز (الإنجليزية)
- زفونكو ميلويفيتش على موقع عالم كرة القدم.نت (الإنجليزية)